# HM Treasury
HM Treasury, de forma completa Her Majesty's Treasury («El Tresor de sa Majestat»), és el ministeri d'economia i de les finances de l'administració britànica encarregat d'elaborar i establir les polítiques de finances públiques i les polítiques econòmiques. És a Westminster, a Londres. El Tresor comença al segle xvii confiant-lo a una comissió, i si bé en alguna ocasió se'n feu càrrec una sola persona, a partir de 1714, sempre fou en comissió. Els comissaris s'anomenaven Lords of the Treasury, i se'ls donava un nombre basat en l'antiguitat. Finalment, el Primer Lord del Tresor venia a ser com el cap natural de qualsevol govern, i des de Robert Walpole en endavant, comença a ser conegut, no oficialment, com el primer ministre. Carles II d'Anglaterra fou el responsable de nomenar George Downing (el constructor de Downing Street) per reformar radicalment el Tresor i la recaptació d'impostos.